# Darat Izza
Darat Izza (دارة عزة, auch Dar Taizzah oder Dar Taaza und Daret Azzeh, arabisch دار تعزة, DMG Dār Taʿizza) ist eine syrische Stadt mit 55.000 Einwohnern (2009) im Gebiet der Welterbestätte Tote Städte 20 km westlich von Aleppo.
Die byzantinische Kirchenruine Mushabbak liegt etwa 3 km vom Ort entfernt.
Im Syrischen Bürgerkrieg war die Siedlung im Juni 2012 Schauplatz eines Massakers, bei dem mindestens 25 Menschen ihr Leben ließen. Die von der Freien Syrischen Armee gehaltene Stadt kam im weiteren Verlauf des Kriegs immer wieder unter schweren Beschuss.